# 15567 Giacomelli
15567 Giacomelli este un asteroid din centura principală de asteroizi.

## Descriere
15567 Giacomelli este un asteroid din centura principală de asteroizi. A fost descoperit pe 5 aprilie 2000 la Socorro, New Mexico, în cadrul proiectului LINEAR. Asteroidul prezintă o orbită caracterizată de o semiaxă mare de 2,97 ua, o excentricitate de 0,04 și o înclinație de 0,6° în raport cu ecliptica.